# Franz Josef Kratz
Franz Josef Kratz (* 9. April 1809 in Köln; † 27. März 1875 ebenda) war ein Jurist und Reichstagsabgeordneter für den Wahlkreis München-Gladbach.
Kratz besuchte das Progymnasium in Mönchengladbach und die Gymnasien in Köln, Düren und Aachen. Danach studierte er Rechtswissenschaften an der Universität Bonn. 1833 wurde er Auskultator am Landgericht Köln und tat anschließend seinen Dienst als Einjährig-Freiwilliger. 1837 wurde er Assessor in Köln und von 1838 bis 1846 Friedensrichter in Odenkirchen. Anschließend war er Landgerichtsrat und ab 1859 Kammergerichtspräsident am Landgericht Köln.
Von 1862 bis 1871 war er Mitglied des Preußischen Abgeordnetenhauses, wo er zur Fraktion Linkes Centrum gehörte, und von 1867 bis 1871 Mitglied des Reichstags des Norddeutschen Bundes, wo er sich der Fraktion der liberalen Freien Vereinigung anschloss, und von 1871 bis 1874 war er Mitglied des Deutschen Reichstags für den Wahlkreis Regierungsbezirk Düsseldorf 10 (München-Gladbach). Im Reichstag schloss er sich keiner Fraktion an und blieb ein unabhängiger Liberaler.